# Migliaccio pistoiese
Il migliaccio pistoiese è una torta sottile a base di sangue di suino che viene tuttora prodotta artigianalmente. Si può trovare a Pistoia e dintorni, nelle sagre paesane o in qualche bottega che mantiene la tradizione di queste ricette tipiche.
Tradizionalmente veniva preparata in inverno in occasione della macellazione dei maiali.

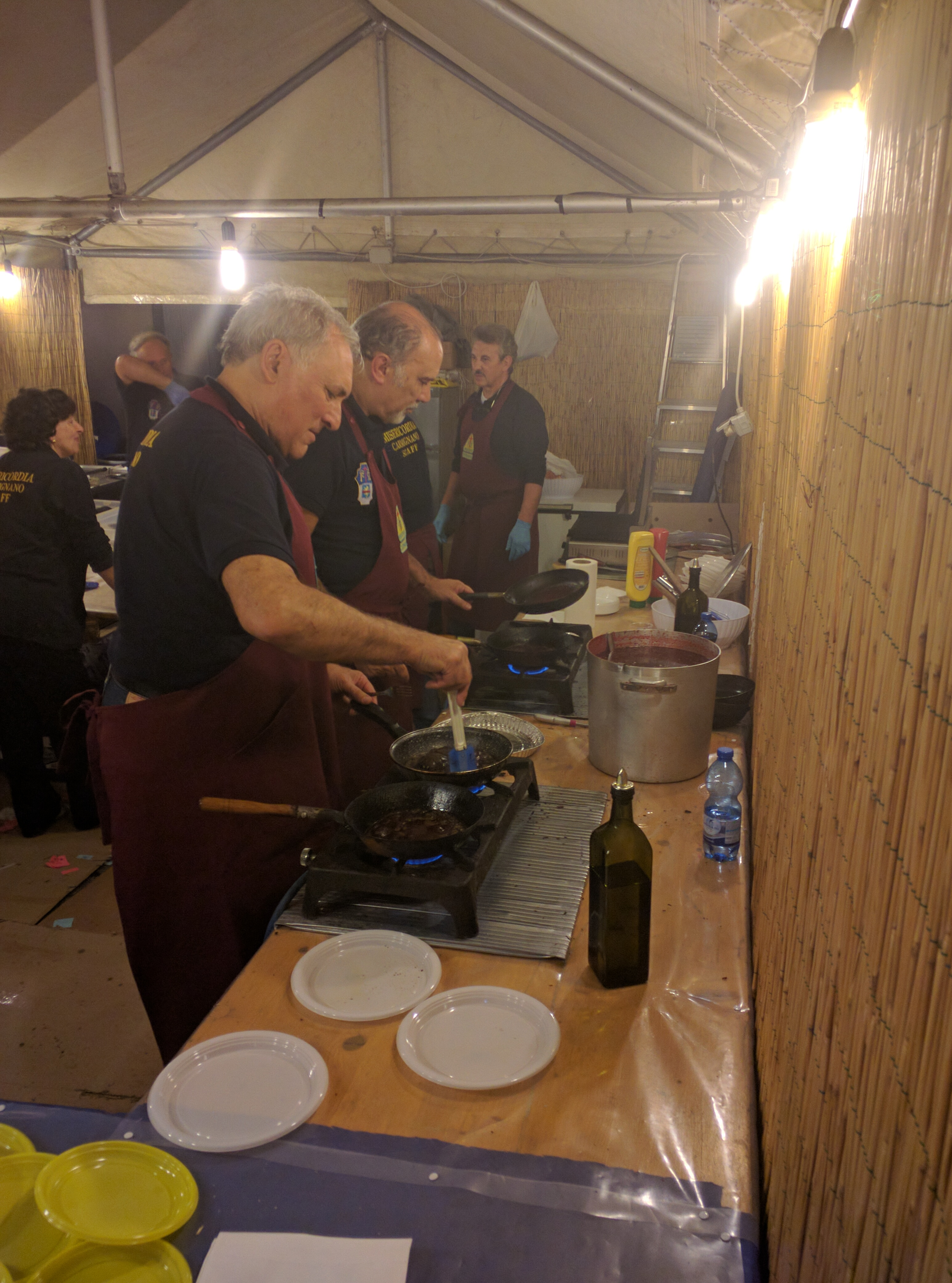
Cucinare il migliaccio a Carmignano

A Sarripoli, frazione del comune di Pistoia, si tiene la "Sagra del Migliaccio".

## Ricetta
Proverbiale è il detto «del maiale non si butta via niente», nemmeno il sangue o la sanguinella (sangue misto ad acqua per la pulitura della macellazione).
La ricetta prevede la preparazione di un composto, piuttosto liquido, formato da sangue di suino fresco (separato da eventuali grumi) unito con brodo di maiale solitamente fatto usando i piedini dell'animale, e altri ingredienti.

- 1 litro di sangue suino
- 1 litro di brodo di piedini di maiale
- farina quanto basta
- sale
- pepe
- 1 cucchiaio di olio extravergine di oliva
- scorza di un limone grattugiato
- 1 cucchiaino di misto di spezie garofanate (un mix di spezie già pronto contenente: pepe, chiodi di garofano, cannella e pepe di caienna)

Il composto si mette in una padella antiaderente su fuoco vivo e si realizzano delle crêpes dello spessore di 2 - 3 millimetri.
Si spolverano con dello zucchero, se si preferiscono dolci, o del parmigiano grattugiato se si preferiscono salate. Dopodiché vengono arrotolate e consumate al momento.
Alcune varianti dolci prevedono l'aggiunta di uvetta, pinoli, cannella.